# Peltacanthina concolor
Peltacanthina concolor är en tvåvingeart som först beskrevs av Mario Bezzi 1908.  Peltacanthina concolor ingår i släktet Peltacanthina och familjen bredmunsflugor. Inga underarter finns listade i Catalogue of Life.